# Heliconia aurantiaca
Heliconia aurantiaca Verschaff., 1861 è una pianta della famiglia Heliconiaceae, diffusa in Messico e America centrale.